# 4ヶ月、3週と2日
『4ヶ月、3週と2日』（ルーマニア語: 4 luni, 3 săptămâni și 2 zile、英語: 4 Months, 3 Weeks and 2 Days）は、2007年のルーマニア映画。
第60回カンヌ国際映画祭パルム・ドール、第20回ヨーロッパ映画賞作品賞を始めとする多数の映画賞を受賞・ノミネート。

## 概要
チャウシェスク大統領による独裁政権のルーマニアを舞台に、妊娠をしたルームメイトの違法中絶を手助けするヒロインの一日を描いた作品。

## キャスト
- オティリア：アナマリア・マリンカ
- ガビツァ：ローラ・ヴァシリウ
- ベベ：ヴラド・イヴァノフ
- アディ：アレクサンドル・ポトチェアン
- アディの母：ルミニツァ・ゲオルジウ
- アディの父：アディ・カラウレアヌ

## 主な受賞
- 第60回カンヌ国際映画祭：パルム・ドール、国際映画批評家連盟賞、フランス国民教育省賞
- 第33回ロサンゼルス映画批評家協会賞：外国語映画賞、助演男優賞
- 全米映画批評家協会賞：外国語映画賞
- ヨーロッパ映画賞：作品賞、監督賞
- シカゴ映画批評家協会賞：外国語映画賞
- ハリウッドフィルム映画賞：ハリウッドワールド賞
- サン・セバスティアン国際映画祭：国際映画批評家連盟賞
- ストックホルム映画祭：作品賞、主演女優賞
- 映画館大賞：「映画館スタッフが選ぶ、2008年に最もスクリーンで輝いた映画」第33位